# Župnija Črni Vrh nad Idrijo

Župnija Črni Vrh nad Idrijo je rimskokatoliška teritorialna župnija škofije Koper, umeščena je znotraj dekanije Idrija-Cerkno.

## Sakralni objekti
| Slika                     | Cerkev                                  | Kraj/lokacija       |
| ------------------------- | --------------------------------------- | ------------------- |
| Klikni za spremembo slike | cerkev svetega Jošta župnijska cerkev   | Črni vrh nad Idrijo |
|                           | kapela svetega Križa pokopališka kapela | Črni vrh nad Idrijo |

V župniji Črni vrh so postavljene Farne spominske plošče, na katerih so imena vaščanov iz okoliških vasi (Črni vrh, Idrijski log, Kanji dol, Lome, Mrzli log, Predgriže, Strmec, Zadlog), ki so padli nasilne smrti na protikomunistični strani v letih 1942-1945. Skupno je na ploščah 74 imen.